# Antifonarium (Koning Boudewijnstichting)
Het Antifonarium uit de 15e eeuw is een antifonarium of gregoriaans koorboek waarin antifoons of beurtzangen zijn opgetekend. Het wordt door de Alamire Foundation te Leuven, het internationaal centrum voor de studie van de muziek in de Vlaanderen en Nederland, omschreven als zeer waardevol. Het levert een grote bijdrage aan de kennis van deze muziek die eigen is aan de Romeinse ritus van de Rooms-Katholieke kerk, zoals die in de 15e eeuw in deze regio werd uitgevoerd.

## Iconografie
Het antifonarium bevat 284 folio's met gedecoreerde initialen en letters die met penwerk zijn versierd. Het koorboek is intact bewaard en vertoont een hoogstaande professionele kwaliteit, zowel wat betreft de teksten als de muzieknotatie, die is vastgelegd op bladen van vellum.

## Geschiedenis
Dit antifonarium werd in 2018 aangekocht door het Erfgoedfonds van de Koning Boudewijnstichting.